# Малювеем
Малювеем (Милютвеем, Анушка) — река на северо-востоке Камчатского края.
Длина реки — 40 км. Протекает по территории Олюторского района Камчатского края. Впадает в Берингово море.
Название в переводе с корякского Малувэем — «хорошая река».

## Данные водного реестра
По данным государственного водного реестра России относится к Анадыро-Колымскому бассейновому округу.
Код объекта в государственном водном реестре — 19060000212120000000156.